# 格哈德六世 (霍爾斯坦-倫茨堡)
格哈德六世（德語：Gerhard VI.，約1367年—1404年），霍爾斯坦-倫茨堡伯爵，1384年至1404年在位。

## 家庭
1391年，格哈德與不倫瑞克-呂訥堡的卡塔里娜·伊莉莎白結婚，兩人共有3子2女：
1. 英格堡（英语：Ingeborg of Holstein）（1396年—1465年）
2. 海因里希（英语：Henry IV, Count of Holstein-Rendsburg）（1397年—1427年）
3. 海爾薇格（1398年—1436年）
4. 阿道夫（英语：Adolphus VIII, Count of Holstein）（1401年—1459年）
5. 格哈德（英语：Gerhard VII, Count of Holstein-Rendsburg）（1404年—1433年）